# Vehkonjärvi
Vehkoojärvi eller Vehkonjärvi är en sjö i Finland. Den ligger i kommunen Multia i landskapet Mellersta Finland, i den centrala delen av landet, 260 km norr om huvudstaden Helsingfors. Vehkoojärvi ligger 178 meter över havet. I omgivningarna runt Vehkoojärvi växer i huvudsak blandskog. Arean är 37,3 hektar och strandlinjen är 3,84 kilometer lång. Sjön  ingår i Kumo älvs huvudavrinningsområde. 